# Tann, Rottal-Inn
Tann là một đô thị trong huyện Rottal-Inn bang Bayern, Đức. 